# The Talk
The Talk ist eine Talkshow, die vom 18. Oktober 2010 bis zum 20. Dezember 2024 bei CBS gesendet wurde. Die Sendung bestand aus drei Teilen: Schlagzeilen werden gemeinsam mit dem Publikum besprochen, ein Ratgeber für Mütter und Interviews mit Prominenten. Die Sendung war im Aufbau sehr stark der Fernsehsendung The View des Senders ABC ähnlich. Moderiert wurde The Talk in den ersten Staffeln unter anderem von Julie Chen Moonves, Sara Gilbert, Sharon Osbourne, Sheryl Underwood, Aisha Tyler. Die Show wurde in den CBS Studios in Kalifornien (Studio City) aufgezeichnet.

## Information
Im Dezember 2009 entschied man sich bei CBS die langjährige Soap-Opera As the World Turns abzusetzen. Daraufhin ließ man verschiedene Pilots produzieren, um einen Nachfolger zu suchen. Darunter waren zwei Talkshows, eine Gameshow und eine Kochshow. Im Juli 2010 entschied man sich die Talkshow „The Talk“ von Sara Gilbert zu produzieren.

## Staffel Übersicht

### Staffel 1 (2010–2011)
Staffel 1 startete am 18. Oktober 2010. Die Show startete um 14 Uhr ET und um 13 Uhr PT auf dem amerikanischen Network CBS.
Moderiert wird die Sendung von Julie Chen und den Co-Moderatorinnen Sharon Osbourne, Holly Robinson Peete, Leah Remini. Regelmäßig trat auch Marissa Jaret Winokur in der Sendung als „Mom on Street“ auf. In der Sommerpause wurde bekannt, dass Peete, Remini und Winokur entlassen wurden. Diese Entscheidung stieß auf viel Kritik von Kritikern und Fans der entlassenen Stars. Zudem gab es Gerüchte, dass Julie Chen für die Entlassung verantwortlich sei, da sie Peete, Remini und Winokur vorher öffentlich kritisiert hatte und mit dem CBS-Vorstand Leslie Moonves verheiratet ist. Sharon Osbourne war auch Teil der Jury von America’s Got Talent und wurde während der Dreharbeiten von ihrer Tochter Kelly Osbourne vertreten.

### Staffel 2–4 (2011–2014)
Staffel 2 startete mit einer neuen Co-Moderatorin der Amerikanischen Komödiantin Sheryl Underwood, die die Entlassene Leah Remini ersetzte. Den Platz von Holly Robinson Peete nahm im September und Oktober Molly Shannon bis im November die neue Co-Moderatorin Aisha Tyler vorgestellt wurde. Beginnend mit Staffel 2 reist die Talkshow jede Staffel zweimal nach New York City.
Die dritte Staffel startete am 10. September 2012. In der ersten Folge traten die Moderatorinnen ohne Make-up und in Bademäntel auf, auch das Studiopublikum und die Gäste war ohne Make-up und in Bademäntel. Gäste in dieser Sendung waren Jamie Lee Curtis, Michelle Stafford und Melody Thomas Scott (both from The Young and The Restless), Katherine Kelly Lang (from The Bold and the Beautiful).
Die Show wurde im Januar 2013 offiziell für eine 4. Staffel verlängert.

### Staffel 5–8 (2014–2018)
Seit Oktober 2017 läuft in den USA die achte Staffel.

## Moderatoren
| Moderator             | Bild | Jahre     | Bemerkung        |
| --------------------- | ---- | --------- | ---------------- |
| Marissa Jaret Winokur |      | 2010      | Co-Moderatorin   |
| Leah Remini           |      | 2010–2011 | Co-Moderatorin   |
| Holly Robinson Peete  |      | 2010–2011 | Co-Moderatorin   |
| Julie Chen Moonves    |      | 2010–2018 | Hauptmoderatorin |
| Sara Gilbert          |      | 2010–2019 | Hauptmoderatorin |
| Sharon Osbourne       |      | 2010–2021 | Co-Moderatorin   |
| Aisha Tyler           |      | 2011–2017 | Co-Moderatorin   |
| Sheryl Underwood      |      | 2011–2024 | Co-Moderatorin   |
| Eve                   |      | 2017–2020 | Co-Moderatorin   |
| Marie Osmond          |      | 2019–2020 | Hauptmoderatorin |
| Carrie Ann Inaba      |      | 2019–2021 |                  |
| Elaine Welteroth      |      | 2021      |                  |
| Amanda Kloots         |      | 2021–2024 |                  |
| Jerry O’Connell       |      | 2021–2024 |                  |
| Akbar Gbaja-Biamila   |      | 2021–2024 |                  |
| Natalie Morales       |      | 2021–2024 |                  |